# Terpna lepterythra
Terpna lepterythra är en fjärilsart som beskrevs av Turner 1944. Terpna lepterythra ingår i släktet Terpna och familjen mätare. Inga underarter finns listade i Catalogue of Life.